# Chiesa di Santa Lucia (Fonte Nuova)
La chiesa di Santa Lucia è a Santa Lucia, frazione di Fonte Nuova, in provincia di Roma. Vi si accede mediante una rampa di scale da via Lombardia.

## Storia
La costruzione è iniziata nel 1964 ed è stata consacrata il 19 marzo del 1972 dal vescovo monsignor Marco Caliaro e dal cardinale suburbicario del tempo Giuseppe Ferretto. La scelta di celebrare la consacrazione il 19 marzo ricade nella ricorrenza del santo a cui è dedicata la chiesa. Oltre che a San Giuseppe, la parrocchia è consacrata anche a Santa Lucia, frazione nella quale si trova.

## Descrizione
L'interno è a navata unica. Il campanile è alto 37,50 e ha 3 campane. L'abside è occupata da un ciclo pittorico raffigurante varie scene della vita di San Giuseppe realizzati da Agata Pistone Etna. Gli altari sono realizzati su un progetto di Achille Morbiducci e realizzati da una ditta romana. L'altare di Santa Lucia conserva un quadro di Agata Pistone Etna del 1973, mentre l'altare della Madonna ha un tabernacolo ed un quadro raffigurante la Madonna dipinto sempre dalla Pistone Etna nello stesso anno. La vetrata di fondo è realizzata su un disegno di Vinardi, raffigura il Martirio di Santa Lucia. Le vetrate laterali sono state realizzate da una ditta di Firenze.